# Baar-Ebenhausen

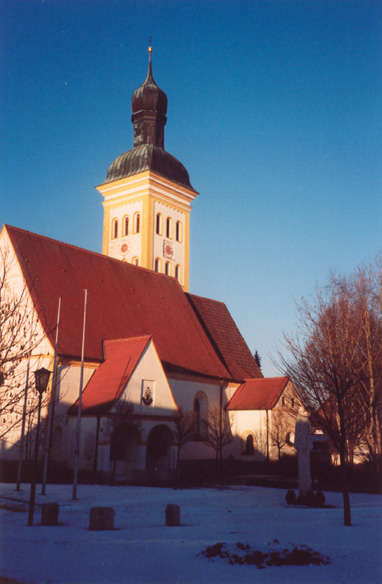
Church in Baar-Ebenhausen.

Baar-Ebenhausen là một đô thị ở huyện Pfaffenhofen bang Bayern thuộc nước Đức.